# Verso tradicional
Versos tradicionais são os que apresentam o mesmo número de sílabas e a mesma sequência rítmica.

## Exemplo
Cidadezinha cheia de graça...
Tão pequenina que até causa dó!
Com seus burricos a pastar na praça...
Sua igrejinha de uma torre só...
Observe que todos os versos têm exetensão parecida. Além disso, todos têm a mesma sequência rítmica, isto é, as sílabas tônicas aparecem a intervalos regulares dentro de cada verso .